# Bakenfuß

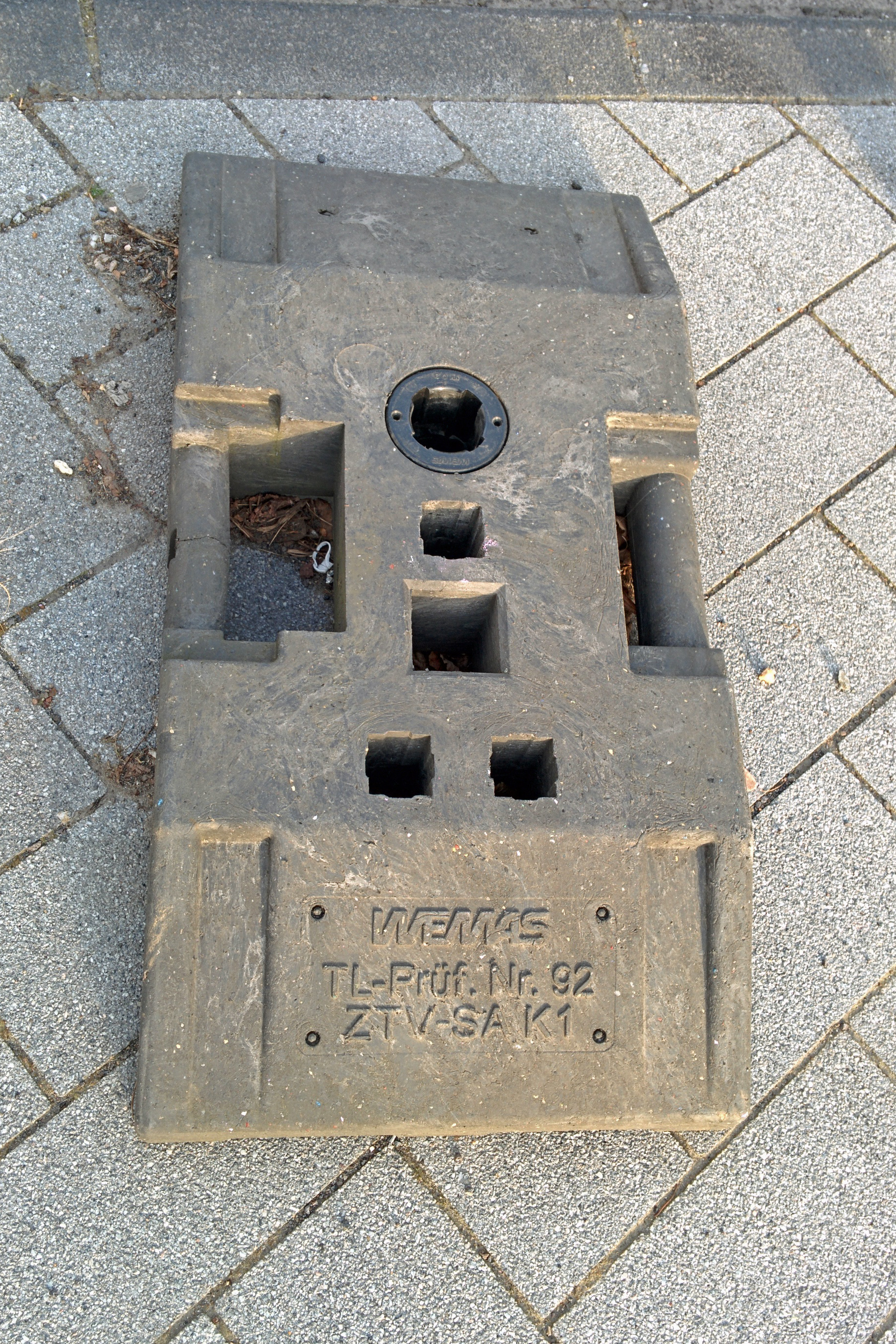
Bakenfuß

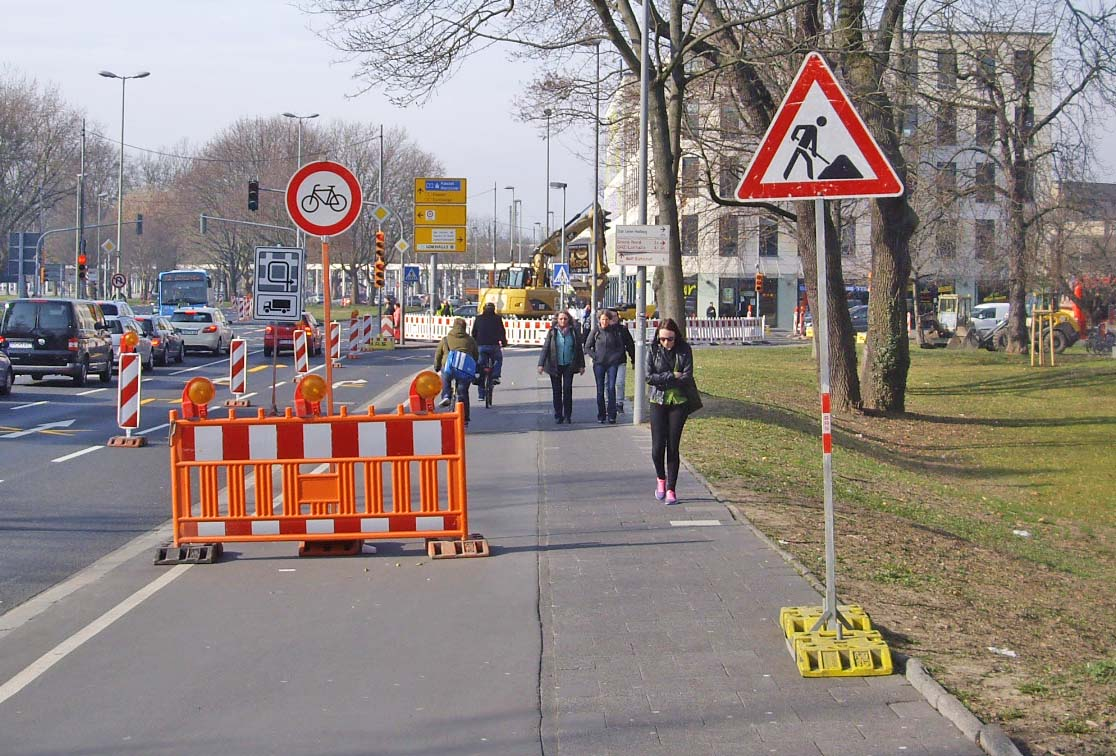
Bakenfüße als Basis bei einer Leitbake (links), einem Absperrschrankengitter (mittig) und einem Verkehrszeichen (rechts, zwei gelbe Fußplatten im Fußplattenträger)

Ein Bakenfuß (auch: TL-Fußplatte, oder K1-Fußplatte, nach der Standsicherheitsklasse 1 einer einzelnen Platte) ist eine mobile Kunststoffplatte, die im Rahmen der Baustellenabsicherung als Träger für Leitbaken, Warnbaken, Schranken und vorübergehend aufgestellte Verkehrsschilder verwendet wird.

## Bauweise
Bakenfüße bestehen meist aus recyceltem Kunststoff. Die Platten sind rund 28 kg schwer. Eine Fußplatte darf nicht höher als 12 cm sein. Die Länge beträgt zwischen 85 und 90 cm, die Breite darf 45 cm nicht überschreiten. Bakenfüße sind nach oben hin oft abgeschrägt, um die Folgen eines versehentlichen Überfahrens mit Reifen und die Stolpergefahr für Fußgänger abzumildern.
Die Platten verfügen über mehrere runde und vierkantige Löcher verschiedener Durchmesser (Lochbild), in welche die jeweiligen Baken oder die Träger von Verkehrsschildern gesteckt werden. Auch andere  Absperrungen oder Zäune können hineingesteckt werden und die Bakenfüße so als Basis nutzen. Die Löcher durchziehen die Platte vollständig, sodass Schilder durch mehrere gestapelte Platten gesteckt werden können, die dann ein entsprechend schwereres Fundament bilden. 
An einer oder an beiden Längsseiten befindet sich jeweils ein Griff zum Transport des Bakenfußes. Manche Modelle haben eine Aussparung für eine Batterie, die eine Warnlampe auf der Bake mit Strom versorgt.

## Aufstellung
Die Richtlinien für die Sicherung von Arbeitsstellen an Straßen (RSA) geben vor, dass Verkehrszeichen an Arbeitsstellen gut sichtbar, standsicher und verdrehsicher aufgestellt werden müssen. Darum nehmen die vierkantigen Löcher der Bakenfüße passgenaue Stangen und Verbindungsstücke auf, so dass ein Verdrehen der Schilder oder Baken verhindert wird. 
Es existieren herstellerspezifische Kombinationen aus Bakenfüßen, Schaftsystemen und Warnlampen, die insbesondere eine Crashsicherheit gewährleisten sollen. Weil Form und Maße der Verbindungen sich jedoch gleichen, werden in der Praxis auch Produkte verschiedener Hersteller kombiniert, ohne dass hierfür deren Freigabe vorliegt.
Für einfache Kunststoffbaken wird in der Regel ein einzelner Bakenfuß verwendet. Das entspricht der Standsicherheitsklasse K1. Für höhere und größere Schilder müssen, entsprechend der entstehenden Windlast und dem vorgesehenen Standort, höhere Standsicherheitsklassen durch Kombinationen mehrerer Fußplatten erreicht werden. Dafür können Bakenfüße gestapelt und in einen Fußplattenträger eingesetzt werden. Stets muss der Bakenfuß dabei längs zur Windlast aufgestellt werden.
Ist eine Aufstellung auf der Fahrbahn notwendig, begrenzen die Richtlinien für die Sicherung von Arbeitsstellen an Straßen die maximal zulässige Stapelhöhe auf zwei Platten.